# The Lockdown Sessions (альбом Роджера Уотерса)
The Lockdown Sessions — седьмой студийный альбом британского музыканта Роджера Уотерса, выпущенный 9 декабря 2022 года лейблом Legacy Recordings. 
На альбоме представлены новые версии семи композиций, шесть из которых первоначально выпущены группой Pink Floyd (четыре из альбома The Wall и две из The Final Cut) и одной композиции с сольного альбома Уотерса Amused to Death. Новые версии были записаны для альбома во время изоляции, вызванной пандемией COVID-19 в 2020 — 2021 годах, ранее они исполнялись Уотерсом на концертах в ходе туров Us + Them и This Is Not a Drill

## Список композиций
1. «Mother» — 7:20
2. «Two Suns in the Sunset» — 6:01
3. «Vera» (Включает «Bring the Boys Back Home») — 5:14
4. «The Gunner's Dream» — 5:32
5. «The Bravery of Being Out of Range» — 6:51
6. «Comfortably Numb 2022» — 8:30

## Участники записи
- Roger Waters – вокал, гитара, фортепиано
- Gus Seyffert – бас, синтезатор, виолончель, бэк-вокал
- Joey Waronker – ударные, перкуссия
- Dave Kilminster – гитара, ритм-гитара
- Jonathan Wilson – гитара, клавишные, бэк-вокал
- Jon Carin – клавишные, бэк-вокал
- Lucius (группа) – бэк-вокал
- Bo Koster – орган
- Ian Ritchie – саксофон на "Two Suns in the Sunset"
- Shanay Johnson – бэк-вокал на "Comfortably Numb 2022"
- Amanda Belair – бэк-вокал на "Comfortably Numb 2022"
- Robert Walter – орган, фортепиано на "Comfortably Numb 2022"
- Nigel Godrich – струнные и бэк-вокал на "Comfortably Numb 2022"